# 100. pr. Kr.
◄ | 2. stoljeće pr. Kr. | 1. stoljeće pr. Kr. | 1. stoljeće | ►
◄ | 130-ih pr. Kr. | 120-ih pr. Kr. | 110-ih pr. Kr. | 100-ih pr. Kr. | 90-ih pr. Kr. | 80-ih pr. Kr. | 70-ih pr. Kr. | ►
◄◄ | ◄ | 103. pr. Kr. | 102. pr. Kr. | 101. pr. Kr. | 100 pr. Kr. | 99. pr. Kr. | 98. pr. Kr. | 97. pr. Kr. | ► | ►►
Astronomija

## Rođenja
- 12. srpnja ili 13. srpnja – Gaj Julije Cezar, Rimski general i političar (moguće da je rođen i 102. pr. Kr.)
- Titus Labienus, Cezarov glavni zapovjednik u pohodima na Galiju.

## Vanjske poveznice
|  | Zajednički poslužitelj ima još gradiva o temi 100. pr. Kr. |